# Gustav Adolfs Gymnasium
Gustav Adolfs Gymnasium (på estniska Gustav Adolfi Gümnaasium) grundades i Estland 1631 av Gustav II Adolf och är en av Europas äldsta gymnasieskolor. Den har ända sedan sin tillblivelse fungerat, trots de många händelser som präglat Estlands historia.

## Historia

### 1631-1651
När skolan grundades var den känd som Revalsches Gymnasium (på tyska) eller Gymnasium Revaliense (på latin). Fram till 1645 var utbildning indelad i fyra årskurser: quarta, tertia, secunda och prima (där prima var den högsta). Lärarkåren bestod av fyra professorer och två så kallade kollegor; dessa två var lärare för quarta- och tertia-kurserna.  Eleverna fick lära sig retorik, poesi, grekiska, hebreiska, matematik, teologi, historia och latin. Latin var även inlärningspråket.

## Arkitektur
Skolan ursprungliga lokaler låg i en byggnad från 1200-talet, som ursprungligen var ett nunnekloster. Skolan har kontinuerligt byggts till och om, senast 1999 då man försökte återskapa vissa historiska delar. Skolan ligger precis intill Tallinns stadsmur. 

## Utbildning
Idag erbjuder skolan både grund- och gymnasieskola. I gymnasieskolan kan eleverna välja olika inriktningar: naturkunskap, engelska, svenska, engelska-matematik eller franska.